# شیشه شکسته (فیلم)
شیشه شکسته (انگلیسی: Shattered Glass) یک فیلم در ژانر درام به کارگردانی بیلی ری است که در سال ۲۰۰۳ منتشر شد.

## بازیگران
- هایدن کریستنسن
- پیتر سارسگارد
- کلویی سونی
- رزاریو داوسون
- ملانی لینسکی
- هانک آزاریا
- استیو زان
- کارولین گودال
- چد دنلا
- لوک کیربی
- تد کاچف
- اندرو آیرلی
- کاس انور
- جفری فورد